# ثاني أكسيد الكربون في الغلاف الجوي للأرض

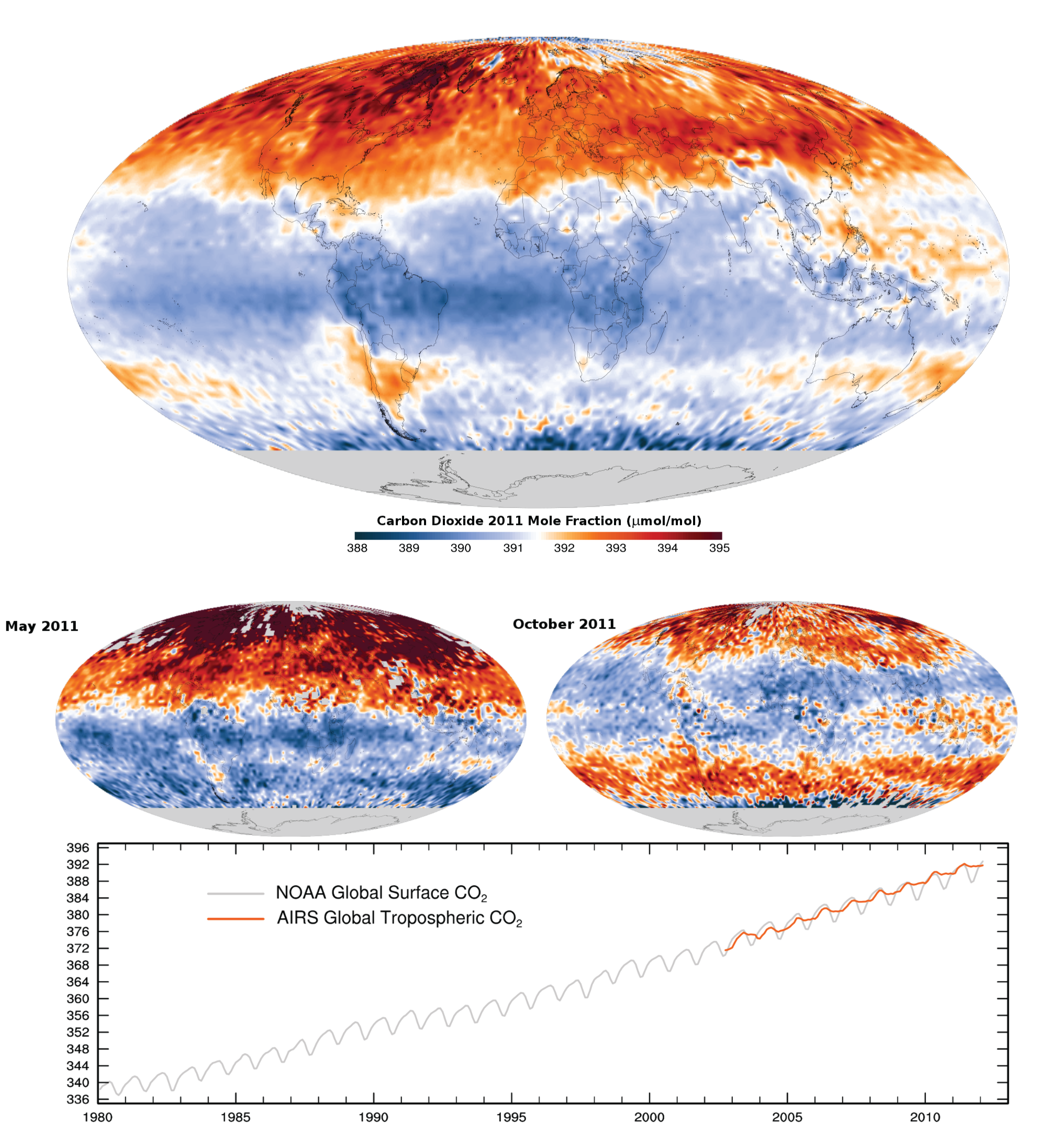
ثاني أكسيد الكربون /الأجزاء في طبقة التروبوسفير لعام 2011

يُعتبر ثاني أكسيد الكربون (وصيغته الجزيئية CO2) من أهم الغازات المكونة للغلاف الجوي، وهو جزء لا يتجزأ من دورة الكربون-وهي دورة جيوكيميائية حيوية ينتقلُ فيها الكربون بين محيطات الأرض والتربة والصخور والغلاف الحيوي.
تقوم النباتات وغيرها من المغذيات الضوئية على إنتاج ثاني أكسيد الكربون عن طريق عملية البناء الضوئي (ويعرف كذلك بالتمثيل الضوئي) التي تستخدم فيها الطاقة الشمسية لإنتاج الكربوهيدرات من ثاني أكسيد الكربون، إذ تعتمد جميع الكائنات الحية الأخرى تقريبًا على الكربوهيدرات المشتقة من التمثيل الضوئي كمصدرها الأساسي للطاقة ولمركبات الكربون. يمتص ثاني أكسيد الكربون إشعاعات الأشعة تحت الحمراء ويبعثها عند أطوال موجية تتراوح من 4.26 ميكرومتر (الوضع الاهتزازي غير المتماثل) إلى 14.99 ميكرومتر (وضع الاهتزاز المنحني)، ولذا فهو غاز دفيء له تأثيرُ مهم على درجة حرارة سطح الأرض تؤديه ظاهرة الاحتباس الحراري. وصل تركيز ثاني أكسيد الكربون في الغلاف الجوي إلى 4000 جزء في المليون (جزء في المليون، على أساس مولي) خلال الفترة الكامبرية قبل حوالي 500 مليون سنة، ووصل إلى 180 جزء في المليون خلال التجلد الرباعي في المليونين الماضيين. تشير سجلات درجات الحرارة التاريخية المعاد بناؤها للـ420 مليون سنة الماضية إلى أن تركيز ثاني أكسيد الكربون في الغلاف الجوي وصل ذروته مرتين بتاريخ الأرض، مرة في العصر الديفوني ومرة أخرى في العصر الترياسي. وارتفع متوسط تركيز ثاني أكسيد الكربون العالمي بأكثر من 45% منذ بداية الثورة الصناعية، إذ ازداد من 280 جزء في المليون خلال 10,000 عام حتى منتصف القرن الثامن عشر إلى 415 جزءًا في المليون اعتبارًا من مايو 2019. وتشير الدراسات إلى أن تركيز ثاني أكسيد الكربون الحالي هو الأعلى منذ 14 مليون سنة، وتعزى هذه الزيادة إلى النشاط البشري لا سيما إزالة الغابات وحرق الوقود الأحفوري، فحرَّرت هذه النشاطات كميات هائلة من ثاني أكسيد الكربون وغيره من الغازات الدفيئة التي تُسبّب الاحترار العالمي.

## التركيز الحالي لثاني أكسيد الكربون
تباينت تركيزات ثاني أكسيد الكربون في دورات تكرارية عِدَّة تبدأ من حوالي 180 جزءًا في المليون في ذروة العصر الجليدي بالهولوسين والبليستوسين إلى 280 جزءًا في المليون خلال الفترات الفاصلة بين العصور الجليدية. ومنذ بداية الثورة الصناعية، زاد تركيز ثاني أكسيد الكربون في الغلاف الجوي إلى أكثر من 400 جزء في المليون وما زال في زيادة، مما تسبب في ظاهرة الاحترار العالمي (الاحتباس الحراري). وتشير دراسات أجراها مرصد ماونا لوا إلى تجاوز متوسط تركيز ثاني أكسيد الكربون يومياً في الغلاف الجوي 400 جزء في المليون (في 10 مايو 2013)، وإلى تجاوز متوسط ثاني أكسيد الكربون شهرياً في 413 جزءًا في المليون اعتبارًا من أبريل 2019، والواقع أن تركيز ثاني أكسيد الكربون وصل هذا المستوى في القطب الشمالي منذ شهر يونيو 2012. وولو جمعنا كُلُّ جزءٍ في المليون من ثاني أكسيد الكربون بالغلاف الجويّ لحصلنا على 2.13 جيجا طن من الكربون، أو 7.82 جيجا طن من ثاني أكسيد الكربون، واعتبارًا من عام 2018 أمسى حجمُ ثاني أكسيد الكربون من غلاف الأرض الجوي حوالي 0.041% (أي ما يساوي 410 جزء في المليون)، وهو ما يعادل حوالي 3210 جيجا طن من ثاني أكسيد الكربون، ويحتوي تقريبًا على 875 جيجا طن من كربون.

(رسم بياني 1.1) قياس منحنى كيلنج لتركيزات ثاني أكسيد الكربون في الغلاف الجوي في مرصد ماونا لوا.

يرتفع متوسط تركيز ثاني أكسيد الكربون العالمي حاليًا بمعدل جُزْأَيْن في المليون تقريبًا كُلَّ سنة، ويتسارع هذا المعدل بنسبة 2.50 ± 0.26 جزءاً في المليون سنوياً (بحسب مرصد ماونا لوا). وحسبما هو موضح في الرسم البياني 1.1 يساراً فهذه الزيادة فيها تذبذب، إذ ينخفض مستوى ثاني أكسيد الكربون بنحو 6 إلى 7 أجزاءٍ في المليون (حوالي 50 جيجا طن) بين شهري مايو إلى سبتمبر بسبب تغيّر سلوك الناس في نصف الأرض الشمالي، ثم يرتفع مجدداً بنحو 8 إلى 9 أجزاء في المليون بباقي شهور السنة، ويهيمن نصف الأرض الشمالي على الدورة السنوية لتركيز ثاني أكسيد الكربون لأن فيه جُلَّ مساحة اليابسة بالعالم وأكبر كتلة حيوية ونباتية مقارنةً بالنصف الجنوبي. وتصل التركيزات إلى ذروتها في مايو مع فصل الربيع في نصف الأرض الشمالي، وتقل إلى الحد الأدنى في أكتوبر مع مجيء الخريف.
ويُعزَى الاحترار العالمي إلى زيادة تركيزات غازات الدفيئة في الغلاف الجوي مثل ثاني أكسيد الكربون والميثان، ولذا يراقبُ العلماء عن كثب تركيزات ثاني أكسيد الكربون في الغلاف الجوي وتأثيرها على الكائنات الحية كافَّة. وكتبت ناشيونال جيوغرافيك أن تركيز ثاني أكسيد الكربون في الغلاف الجوي لم يصل لارتفاعه الحاليّ «منذ بدء قاسه المُنظَّم قبل 55 عامًا - بل وربما لم يصل لهذا المستوى منذ أكثر من 3 ملايين سنة من تاريخ الأرض»، وقد يكون التركيز الحالي هو الأعلى في آخر 20 مليون سنة.
شاهد أيضا: الإحتباس الحراري، التغير المناخي، تجاوز دورة الميثان ،العصر الهولوسيني، العصر الرباعي.

## التركيز السابق لثاني أكسيد الكربون
اختلفت تركيزات ثاني أكسيد الكربون اختلافاً كبيراً على مرّ تاريخ الأرض، أي على مدار 4.54 مليار سنة المنصرمة، إذ يعتقد أنه ظهر في الغلاف الجوي الأول للأرض بعد فترة وجيزة من تشكّلها. وحلَّ مكان الغلاف الجوي الأول غلاف جويّ ثانٍ فكانت فيه نسبةٌ غالبةُ من غازي النيتروجين وثاني أكسيد الكربون، وكان مصدرُهما آنذاك الغازات المنبعثة من البراكين مدعومةً بالغازات الناتجة عن القصف الشديد المتأخر الذي تلقَّتهُ الأرض من كويكبات ضخمةً هَوَتْ عليها من الفضاء. وسُرْعان ما ذاب قسمٌ كبيرٌ من انبعاثات ثاني أكسيد الكربون في الماء فتحوَّل إلى رواسب الكربونات.

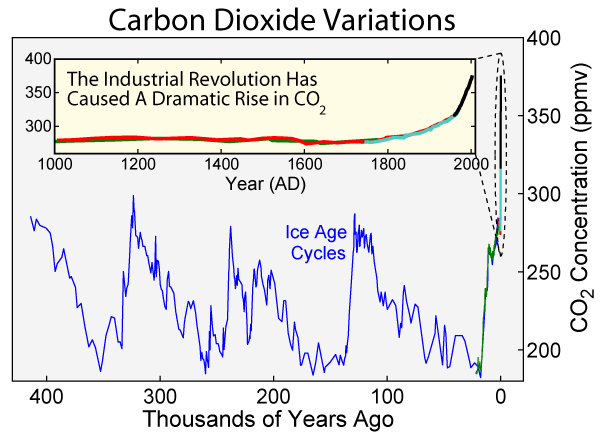
تركيزات ثاني أكسيد الكربون على مدى 400,000 سنة الماضية.

وأدى فيما بعدُ التمثيل الضوئي من البكتيريا الزرقاء بالمحيطات إلى إنتاج كميات كبيرةٍ من غاز الأكسجين، ممَّا قاد في نهاية المطاف إلى الأكسدة العظيمة التي اندثرَ معها غلاف الأرض الجوي الثاني وحلَّ مكانهُ الغلاف الجوي الثالث (وهو الغلاف الجويّ حالياً) قبل 2.4 مليار سنة. وقد انخفضت تركيزات ثاني أكسيد الكربون من 4,000 جزء في المليون في العصر الكامبري قبل حوالي 500 مليون سنة، كما وصلت مستوياتٍ قليلةٍ في فترة الجليد الرباعية (قبل نحو مليونين سنة) فتدنَّت في بعض الأوقات 180 جزءًا في المليون فحسب.

### محركات تركيز ثاني أكسيد الكربون في الأرض القديمة
يدلّ التوازن بين العمليات الجيوكيميائية في الأرض على تركيز ثاني أكسيد الكربون تاريخياً، ومن مظاهر هذا التوازن رواسب الكربون العضوي المدفونة وتعرية صخور السيليكات والبراكين. وقد اختلَّت دورة الكربون على الأرض اختلالاتٍ ضئيلة مدى عشرات إلى مئات الملايين من السنين الماضية، وكانت نتيجتها النهائية (بعد زيادة وتدنٍ متواليَيْن) هي انخفاض نسبة ثاني أكسيد الكربون في الغلاف الجوي، ولا بد أن تستمرَّ هذه النسبة بالانخفاض إلى ما لانهاية إن قيست على مقياسٍ مدّته مليارات السنين، إذ سوف يقلّ تواتر الانبعاثات البركانية التي تُحرِّرُ الكربون من باطن الأرض (لأن كوكب الأرض يبردُ باستمرارٍ مع تلاشي حرارته وإشعاعاته الداخلية). على أن هذه العمليات -المذكورة آنفاً- بطيئة للغاية وليست ذات صلة بتركيز ثاني أكسيد الكربون في الغلاف الجويّ حالياً ولا على مرّ القرون والألفيَّات القادمة.
ومن المتوقع خلال المليار سنة القادمة أن يفنى النبات والحيوان من على سطح الأرض تمامًا، فبحلول ذلك الوقت سوف يمسي معظم الكربون الباقي معزولاً تحت سطح الأرض، وسوف تتباطؤ العمليات التي تؤدِّي إلى تحرير ثاني أكسيد الكربون إلى الغلاف الجويّ (مثل النشاط الإشعاعي وما ينجمُ عنه من حركة الصفائح التكتونية). وسيؤدي فناءُ الحياة النباتية إلى فناء الأكسجين في نهاية المطاف، وقد تبقى بعض الميكروبات فحسب، إذ تستطيعُ هذه أن تعيش على التمثيل الضوئي من ثاني أكسيد الكربون (حتى ولو تدنى مستواه إلى بضعة أجزاء لكل مليون)، ومن المحتمل أن تختفي أشكال الحياة الأخيرة هذه بسبب ارتفاع حرارة الأرض وزوال غلافها الجوي حينما تصبح الشمس عملاقًا أحمر بعد حوالي أربعة مليارات سنة من الآن.

### قياس تركيز ثاني أكسيد الكربون في تاريخ الأرض
أكثر طريقة مباشرة لقياس تركيزات ثاني أكسيد الكربون التاريخية في الغلاف الجوي هي قياس فقاعات الهواء (أي السوائل والغازات المحتجزة ضمن كريستالات) الحبيسة تحت صفائح الجليد في القطب الجنوبي وجزيرة جرينلاند. وتعتمدُ الأبحاث المقبولة في المجتمع الأكاديمي على دراسة عيّنات لبية جليدية مأخوذةٍ من هذه المحابس في القطب الجنوبي، وتشير تلك الدراسات إلى أن تركيزات ثاني أكسيد الكربون في الغلاف الجوي كانت حوالي 260-280 جزء في المليون قبل بدء الانبعاثات الصناعية التي أطلقها الإنسان، وقد ظلَّت هذه النسبة ثابتةً تقريباً خلال الـ10,000 عام السابقة. وقد اكتشف أطول سجل لب جليدي في شرق القارة القطبية الجنوبية، إذ أُخِذَت منها عينات من الجليد يصل عمرها إلى 800,000 عام، ويظهرُ من هذه العينة أن تركيز ثاني أكسيد الكربون في الغلاف الجوي تراوحَ بين 180-210 جزء في المليون خلال العصور الجليدية، وارتفع إلى 280-300 جزء في المليون أثناء العصور بين الجليدية الدافئة. ولعلَّ بداية الزراعة البشرية في عصر الهولوسين الحالي كانت سبباً واضحاً بزيادة ثاني أكسيد الكربون في الغلاف الجوي بعد انتهاء العصر الجليدي الأخير، مما أدى إلى تأثير يُسمَّى تأثير التسميد بثاني أكسيد الكربون، فكانت نتيجته نمو الكتلة الحيوية للنبات على الأرض وتقليل حاجة ثغور النبات لاستهلاك ثاني أكسيد الكربون، وبالتالي تقليل فاقد المياه في نمو النباتات وزيادة كفاءة سقايتها.
استخدمت طرق غير مباشرة كثيرةٌ في محاولة قياس تركيزات ثاني أكسيد الكربون التاريخية في الغلاف الجوي، أي على مرِّ ملايين السنين الماضية، ومن هذه الطرق تقصّي البورون، ودراسة نسبة نظائر الكربون في أنواع معينة من الرواسب البحرية، وإحصاء عدد الثغور المكتشفة في أوراق النبات الأحفوري.
وهناك العديد من الأدلة على أن تركيزات ثاني أكسيد الكربون ارتفعت قبل 200 إلى 150 مليون سنة فوصلت إلى أكثر من 3,000 جزء في المليون، كما ارتفعت قبل بين 600 إلى 400 مليون سنة فوصلت إلى أكثر من 6,000 جزء في المليون. وانخفض تركيز ثاني أكسيد الكربون في الغلاف الجوي في الآونة الأخيرة، فانخفض باستمرار عى ل مدى الـ60 مليون سنة المنصرمة. ومنذ حوالي 34 مليون سنة، أي حين وقوع انقراض العصر الإيوسيني-الأوليغوسيني وحينما بدأت صفيحة القارة القطبية الجنوبية الجليدية فيتأخذ شكلها الحالي، كانت نسبة ثاني أكسيد الكربون حوالي 760 جزءاً في المليون، وتشيرُ أدلة جيو كيميائية إلى أن هذه التركيزات كانت أقل من 300 جزء في المليون منذ حوالي 20 مليون سنة. وقد انخفض تركيز ثاني أكسيد الكربون إلى نقطة تحول بلغت 600 جزء في المليون فقط، وكان هذا الانخفاض هو السبب الأساسي في تجلّد القطب الجنوبي. وربما كانت التركيزات المنخفضة لثاني أكسيد الكربون هي الحافز الذي فضَّلَ تطور النباتات ربايعة الكربون، والتي زادت وفرتها كثيراً قبل ما بين 7 إلى 5 ملايين سنة مضت.
ويستندُ بعض الباحثين إلى تحليل الأوراق الأحفورية ليدلّوا على أن تركيزات ثاني أكسيد الكربون في الغلاف الجوي كانت أعلى بكثير من 300 جزء في المليون خلال 7,000 إلى 10,000 سنة الأخيرة من تاريخ الأرض، ويرى هؤلاء الباحثون أن التغير الكبير في هذا التركيز ربَّما أدى إلى تغييرات مناخية كبيرة. واعترض باحثون آخرون على هذه الادعاءات، فقالوا أن من المرجح أن السَّبب في هذه الاختلافات هو مشكلات المعايرة لا التغييرات الفعلية في ثاني أكسيد الكربون، والسبب في هذا النزاع هو أن عينات الجليد المأخوذة من جزيرة جرينلاند غالبًا ما تظهرُ فيها قيم أعلى وأكثرُ تراوحاً لثاني أكسيد الكربون من القياسات المماثلة في أنتاركتيكا، على أن القائمين على هذه القياسات يعتقدون أن الاختلافات في نوى جرينلاند ناجمةٌ عن التحلّل الموضعي لغبار كربونات الكالسيوم الموجود في الجليد. وحينما تتدنَّى تركيزات الغبار في عينات جرينلاند، كما هي الحال على الدَّوام -تقريباً- في عينات القارة القطبية الجنوبية، تتوافقُ قياسات تركيزات ثاني أكسيد الكربون من كليهما (حسبما وجد الباحثون).
شاهد أيضا: علم المناخ القديم، حدث الأكسدة الكبير

## ثاني أكسيد الكربون في الغلاف الجوي والاحتباس الحراري

يؤدي تأثير البيت الزجاجي إلى ظاهرة الاحتباس الحراري.

الحياة على الأرض ممكنة بفضل ظاهرة اسمها تأثير البيت الزجاجي، ومعناها أن غلاف الأرض الجويّ يحفظُ ما يأتيها من حرارة الشمس مثل بيت من الزجاج يزرع فيه النبات، ويؤدي ثاني أكسيد الكربون دورًا مهمًا في هذه الظاهرة، فيساهم في إبقاء درجة الحرارة مرتفعة نسبيًا على كوكب الأرض. وأشارات الدراسات إلى أن درجة حرارة الأرض بدون تأثير البيت الزجاجي قد تنخفض إلى حوالي -18 درجة مئوية، وأما درجة حرارة سطح الأرض الحالية فتبلغ بالمتوسط 14 درجة مئوية تقريبًا.
يعتقد أن ثاني أكسيد الكربون كان له تأثير مهم في تنظيم درجة حرارة الأرض طوال تاريخها البالغ 4.7 مليار عام. إذ وجد العلماء دليلاً على أن الماء كان سائلاً في وقت مبكر من حياة الأرض، مما يشير إلى أنها كانت كوكباً دافئاً على الرغم من أن طاقة الشمس التي وصلتها آنذاك تُقدَّرُ بـ70% فقط مما هي عليه اليوم. وقد اقترح العلماء أن تركيزات ثاني أكسيد الكربون الأعلى في الغلاف الجوي المبكر قد تفسر هذه المفارقة (واسمها معضلة الشمس الصغيرة الخافتة)، فعندما تكونت الأرض لأول مرة ربما احتوى غلافها الجوي على تركيزات من الغازات الدفيئة وثاني أكسيد الكربون أعلى مما فيه الآن، ويقدر ضغطه الجزئي آنذاك بـ1,000 كيلو باسكال (10 بار)، لأنه لم يكن فيه تركيب ضوئي بكتيري لاختزال الغاز إلى مركبات الكربون والأكسجين. ولعلَّ الميثان كان أعلى تركيزاً في الغلاف الجوي آنذاك أيضاً، والميثان هو أحد الغازات الدفيئة النشيطة جدًا وهو يتفاعل مع الأكسجين لإنتاج ثاني أكسيد الكربون وبخار الماء.
على الرغم من أن الماء مسؤول عن النسبة الأعظم من تأثير الاحتباس الحراري (حوالي 36-70% من التأثير)، إلا أن مساهمة بخار الماء في الاحتباس الحراري سببها هو درجة الحرارة. ويعد ثاني أكسيد الكربون أكثر الغازات الدفيئة على الأرض ارتباطاً بنشاطات الإنسان، وكثيراً ما يأتي ذكره بصفته غازاً دفيئاً يتزايد تأثير منذ مستهل عصر الصناعة (في عام 1750 فصاعداً). وقد قدَّر تقرير التقييم الخامس للجنة الدولية للتغيرات المناخية أن ثاني أكسيد الكربون مسؤولٌ عن حوالي 70% من زيادة الطاقة الحرارية على الأرض منذ الثورة الصناعية (أو أنه مسؤولٌ عن زيادة مقدارها 1.82 من أصل 2.63 واط لكل متر مربع).
نشرت أول ورقة استنتجت العلاقة بين زيادة درجة حرارة الأرض وثاني أكسيد الكربون في الغلاف الجوي في عام 1896، ويعتمد التأثير الإشعاعي المتزايد الذي يسبّبه ثاني أكسيد الكربون على خصائصه الفيزيائية وعلى قدرته على امتصاص الموجات الإشعاعية التي تنعكس من سطح الأرض.

## ثاني أكسيد الكربون في الغلاف الجوي ودورة الكربون
يؤدي ثاني أكسيد الكربون دورًا أساسيًا في تتابع دورة الكربون في الأرض، وفي هذه الدورة ينتقل ثاني أكسيد الكربون من الغلاف الجوي (عن طريق بعض العمليات الطبيعية مثل التمثيل الضوئي وترسب الكربونات) لتشكيل الحجر الجيري على سبيل المثال، ومن ثم ينتقل مرة أخرى إلى الغلاف الجوي عن طريق عمليات طبيعية شبيهةٍ منها مثلاً التنفس وانحلال الحمض في رواسب الكربونات. وهناك دورتان كربونيتان تقعان على الأرض، وهما: دورة الكربون السريعة ودورة الكربون البطيئة. وينتقل الكربون في الدورة السريعة بين البيئة والكائنات الحية في المحيط الحيوي، بينما ينتقل في دورته البطيئة بين الغلاف الجوي والمحيطات والتربة والصخور والبراكين، وكلتا الدورتين مرتبطتان جوهرياً ويعود الفضل في كلتيهما إلى وجود ثاني أكسيد الكربون بحالته الغازية في الغلاف الجوي.
من المصادر الطبيعية لثاني أكسيد الكربون في الغلاف الجوي ما يأتي: انبعاث الغازات عن البراكين واحتراق المواد العضوية وحرائق الغابات وعمليات التنفس في الكائنات الحية. وأما المصادر الصناعية لثاني أكسيد الكربون فمنها: حرق الوقود الأحفوري للتدفئة وتوليد الكهرباء والنقل، وكذلك الكثير من العمليات الصناعية (مثل تصنيع الإسمنت). وتنتج هذا الغاز -كذلك- العديد من الكائنات الحية الدقيقة المختلفة من التخمير والتنفس الخلوي، فتُحَوِّلُ النباتات والطحالب والبكتيريا الزرقاء ثاني أكسيد الكربون إلى كربوهيدرات عن طريق عملية اسمها التمثيل الضوئي، وتكتسب هذه الكائنات الطاقة اللازمة لتحويل الغاز إلى الكربوهيدرات من امتصاص ضوء الشمس عبر اليخضور وغيره من الأصباغ. ويؤدي التمثيل الضوئي إلى إطلاق الأكسجين في الغلاف الجوي، وتستفيد من الأكسجين فيما بعد الكثير من الكائنات غيرية التغذية والنباتات الأخرى للتنفس، فتكتملُ هكذا دورة الكربون.
ومعظم مصادر انبعاثات ثاني أكسيد الكربون طبيعية، وهي متوازنة بدرجة أو بأخرى مع تصريفاته الطبيعية: فعلى سبيل المثال، يؤدي التحلّل الطبيعي للمواد العضوية في الغابات والسهوب وعمل حرائق الغابات إلى إطلاق حوالي 439 جيجا طن من ثاني أكسيد الكربون كل عام، ويُعوّض نمو النباتات الجديدة طبيعياً عن هذا التأثير كاملاً فتمتص تلك النباتات 450 جيجا طن من ثاني أكسيد الكربون سنويًا. وقد نشأ معظم ثاني أكسيد الكربون في غلاف الأرض الجوي الحالي من انبعاثات بركانية في العصور السّحيقة، على أن النشاط البركاني الحديث لا يطلق سوى 130 إلى 230 ميجا طن من ثاني أكسيد الكربون كل عام (وهي نسبة صغيرة من مجموع انبعاثاته). وتتوازن هذه المصادر الطبيعية تقريبًا مع وسائل التصريف الطبيعية والعمليات الفيزيائية والبيولوجية التي تزيل ثاني أكسيد الكربون من الغلاف الجوي، فتزيل النباتات البرية مباشرةً جزءاً من هذه الانبعاثات عن طريق التمثيل الضوئي، كما أن هذا الغاز قابلٌ للذوبان في الماء فيشكل حمض الكربونيك. وهناك تدفق طبيعي كبير لثاني أكسيد الكربون إلى المحيط الحيوي والمحيطات ومنها، وكان هذا التدفق متوازناً جداً قبل الثورة الصناعية، لكن المحيط الحيوي والمحيطات لا تزيل حالياً إلا نحو 57% من ثاني أكسيد الكربون المنبعث من الإنسان.
وتُعرَّف نسبة زيادة ثاني أكسيد الكربون في الغلاف الجوي إلى انبعاثاته باسم «الجزء المحمول جواً»، وتختلف هذه النسبة على المدى القصير لكنها عادةً ما تكون حوالي 45% على مرّ كل 5 سنوات. وقد ارتفعت كمية الكربون المُقَدرة في النباتات حول العالم من حوالي 740 مليار طن في عام 1910 إلى 780 مليار طن في عام 1990.

### ثاني أكسيد الكربون الجوي والتمثيل الضوئي

تحول عملية البناء الضوئي ضوء الشمس إلى طاقة كيميائية، فهي تفصلُ جزيئي الأكسجين عن الماء وتمزجهما مع الكربون لإنتاج السكر.

يعد ثاني أكسيد الكربون في الغلاف الجوي ضرورياً جداً للحياة، وكان له دور في تطورها وتنوعها على مدار التاريخ الجيولوجي للأرض كاملاً. إذ تطورت الكائنات الحية الأولى القادرة على التمثيل الضوئي في وقت مبكر جداً، واستخدمت على الأرجح عوامل الاختزال (مثل الهيدروجين أو كبريتيد الهيدروجين) كمصادر للإلكترونات بدلاً من الماء. وظهرت البكتيريا الزرقاء لاحقًا، وأنتجت هذه البكتيريا كمية فائضةً من الأكسجين فساهمت في وقوع حدث الأكسدة الكبير الذي أمسى بفضله تطور الكائنات متعددة الخلايا ممكنًا.
انخفضت تركيزات ثاني أكسيد الكربون في العصور الجيولوجية الأخيرة إلى أقل من 600 جزء في المليون، ولعل هذا كان الحافز الذي أدى إلى تطور نباتات تُمَثِّل رباعي الكربون ضوئياً، وارتفعت أعداد هذه النباتات بنسبة هائلة قبل 7 و5 ملايين سنة فحلَّت مكان الكثير من النباتات التي كانت تعتمد على تمثيل ثلاثي الكربون ضوئياً (وهو أقل كفاءة). وفي ظل الضغط الجوي السائد حالياً فإن التمثيل الضوئي يتوقع إذا ما انخفضت تركيزات ثاني أكسيد الكربون في الجو إلى أقل من 150 إلى 200 جزء في المليون، ولو أن بعض الميكروبات يمكنها استخراج الكربون من الهواء بتركيزات أقل بكثير. ويبلغ حالياً متوسط الطاقة التي يجمعها التمثيل الضوئي عالميًا حوالي 130 تيراواط، وهو ؤقم أكبر بحوالي ست أضعاف من استهلاك الطاقة العالمي للحضارة البشرية، كما أن التمثيل الضوئي في الكائنات الحية يُحوّل أيضًا حوالي 100-115 ألف مليون طن متري من الكربون إلى كتلة حيوية سنويًا.
تعتبر الكائنات التي تتغذى بالتمثيل الضوئي ضوئية التغذية، وهي قادرة على تصنيع طعامها مباشرة من ثاني أكسيد الكربون والماء باستخدام الطاقة التي تمتصّها من الضوء، على أن بعض الكائنات تستمدّ طاقتها من الضوء بدون أن تجري عملية التمثيل الضوئي، واسمها الكائنات الضوئية غيرية التغذية، وهي تستمد الكربون من المركبات العضوية بدلاً من ثاني أكسيد الكربون. ويطلق التمثيل الضوئي في النباتات والطحالب والبكتيريا الزرقاء أكسجيناً إلى الجو، وهذا ما يسمى التركيب الضوئي الأكسجيني. وعلى الرغم من وجود بعض الاختلافات بين التمثيل الضوئي الأكسجيني إلا أنه يظلّ شبيهاً جداً بالتمثيل الضوئي في غيرها من الكائنات، ومع ذلك هناك بعض أنواع البكتيريا التي تقوم بعملية التمثيل الضوئي غير المؤكسدة، أي أنها تستهلك ثاني أكسيد الكربون ولكنها لا تطلق الأكسجين.
يتحول تحويل ثاني أكسيد الكربون إلى سكريات في عملية تسمى تثبيت الكربون، وهو تفاعل اختزال ماص للحرارة، وبالتالي يجب فيه أن يستمد الكائن من التمثيل الضوئي مصدراً للطاقة لدفع التفاعل وكذلك الإلكترونات اللازمة لتحويل ثاني أكسيد الكربون إلى كربوهيدرات، وإضافة الإلكترونات هذه هي تفاعل اختزالي. ويعد التمثيل الضوئي -عامة- عملية معاكسة للتنفس الخلوي، إذ يتأكسد فيه الجلوكوز ومركبات أخرى لإنتاج ثاني أكسيد الكربون والماء، كما تتحرَّرُ فيه طاقة كيميائية طاردة للحرارة لدفع عملية التمثيل الغذائي للكائن الحي (على أن عمليتي التنفس والتمثيل الضوئي تحدثان بسلسلة تفاعلات وأجهزة خلوية مختلفة). وتستمد معظم الكائنات التي تعيش على التمثيل الضوئي طاقتها من الطيف المرئي للضوء، على أن حفنةً منها تستمد طاقتها من الأشعة تحت الحمراء.

### تأثير زيادة ثاني أكسيد الكربون على النباتات والمحاصيل
وجد استعراض أجري في عام 1993 لدراسات في تأثير البيت الزجاجي أن مضاعفة تركيز ثاني أكسيد الكربون في الغلاف الجوي من شأنها أن تحفز نمو 156 نوعًا نباتيًا بزيادة متوسطها 37٪. وتتفاوت الاستجابة كثيراً حسب نوع النبات، فبعضها تستمد مكاسب أكبر بكثير وبعضها تتكبَّد خسائر كبيرة: فعلى سبيل المثال، وجدت دراسة أجريت عام 1979 أن مضاعفة تركيز ثاني أكسيد الكربون تضاعفُ -كذلك- وزن نباتات القطن التي تبلغ من العمر 40 يومًا، ولكن وزن نباتات الذرة التي تبلغ من العمر 30 يومًا زاد بنسبة 20% فقط.
وتحاول القياسات الميدانية والأقمار الصناعية دراسة تأثير زيادة ثاني أكسيد الكربون على البيئات الطبيعية، ومن وسائل ذلك تجارب تخصيب ثاني أكسيد الكربون في الهواء الطلق، وتزرع في هذه التجارب نباتات في قطع أرضية ويزيد الباحثون تركيز ثاني أكسيد الكربون حولها صناعباً، وتستخدم هذه التجارب بشكل عام مستويات أقل من ثاني أكسيد الكربون مقارنة بدراسات تأثير البيت الزجاجي. ومكاسب النمو في دراسات تأثير البيت الزجاجي أقل بكثير وتعتمد على الأنواع قيد الدراسة، فأظهر استعراض عام 2005 لاثنتي عشرة تجربة (تراوح التركيز فيها بين 475 إلى 600 جزء في المليون) مكسباً متوسطه 17% في غلة المحاصيل، ووصل المكسب ذروته في البقوليات وحضيضه في النباتات التي تعتمد التمثيل الضوئي لرباعي الكربون، وذكرت المراجعة أيضًا أن التجارب لها قيودها، إذ أجريت معظم التجارب في المناطق المعتدلة وبتركيز قليل لثاني أكسيد الكربون. وتوصلت قياسات الأقمار الصناعية إلى وجود زيادة في مؤشر مساحة الأوراق في 25% إلى 50% من مساحة الأرض النباتية على مدار الـ35 عامًا الماضية، وهذا دليل إيجابي على تأثير التسميد بثاني أكسيد الكربون.
وتشير مقالة مجلة بوليتيكو لعام 2017 إلى أن زيادة مستويات ثاني أكسيد الكربون قد يكون لها تأثير سلبي على الجودة الغذائية لمحاصيل عدّة يزرعها الإنسان، والسبب هو زيادة مستويات الكربوهيدرات في هذه الأغذية (ومنها سكر الجلوكوز) مع تقليل مستويات العناصر الغذائية المهمة (مثل البروتين والحديد والزنك). وتشمل المحاصيل التي تعاني من نقص في البروتين الأرز والقمح والشعير والبطاطس.

### ثاني أكسيد الكربون في الغلاف الجوي ودورة الكربون المحيطية

تبادل ثاني أكسيد الكربون بين الغلاف الجوي والمسطحات المائية.

تحتوي محيطات الأرض على كمية كبيرة من ثاني أكسيد الكربون في شكل أيونات البيكربونات والكربونات، وهذه الكمية أكبر بكثير من الكمية الموجودة في الغلاف الجوي. وتنتج البيكربونات عن التفاعلات بين الصخر والماء وثاني أكسيد الكربون، ومن أمثلة هذه التفاعلات انحلال كربونات الكالسيوم:
{\displaystyle {\ce {CaCO3+CO2+H2O=Ca2+ + 2HCO3}}}
وتحول هذه التفاعلات دون تغير ثاني أكسيد الكربون في الغلاف الجوي عادةً. ونظرًا لأن الجانب الأيمن من التفاعل ينتج مركبًا حمضيًا، فإن إضافة ثاني أكسيد الكربون على الجانب الأيسر يقلل من الرقم الهيدروجيني لمياه البحر، وهذه عملية اسمها «تحمض المحيطات» (ويصبح فيها الرقم الهيدروجيني للمحيط أكثر حمضية على الرغم من أن قيمته تبقى في النطاق القلوي). والتفاعلات بين ثاني أكسيد الكربون والصخور غير الكربونية تضيف -أيضًا- بيكربونات إلى البحار، ويمكن أن يخضع هذا لاحقًا لتفاعل عكسَ ما جاء أعلاه فتنتجُ عنه صخور الكربونات، مما يطلق نصف البيكربونات على هيئة ثاني أكسيد الكربون. وأنتج هذه العملية المتكرّرة على مدى مئات الملايين من السنين كميات هائلة من صخور الكربونات.
وفي نهاية المطاف، يذوب معظم ثاني أكسيد الكربون المنبعث عن الأنشطة البشرية في المحيط، لكن السرعة التي سوف يقع فيها هذا الذوبان غير أكيد. فحتى ولو ذاب ثاني أكسيد الكربون كافَّة (ولو تحلَّلت صخور الكربون) فإنَّ ارتفاع تركيز البيكربونات وانخفاض تركيز أيون الكربونات (أو عدم تغيره) سيؤدي إلى زيادة حمض الكربونيك غير المؤين وثاني أكسيد الكربون المذاب في المحيطات، وستؤدي هذه الظاهرة (خصوصاً حين اجتماعها من ارتفاع درجات الحرارة) إلى ارتفاع تركيز ثاني أكسيد الكربون في الهواء إجمالاً، حتى ولو عادت دورة الكربون إلى توازنها.

## انبعاثات ثاني أكسيد الكربون بسبب الإنسان

انبعاثات الكربون الأحفوري العالمية من عام 1800 إلى 2014.

في حين أن امتصاص وإطلاق ثاني أكسيد الكربون يحدث دائمًا نتيجة للعمليات الطبيعية، إلا أن من المعروف أن الارتفاع الأخير في مستويات ثاني أكسيد الكربون في الغلاف الجوي يرجع بالأساس إلى النشاط البشري، ومن المعروف أن النشاط البشري (وخاصة حرق الوقود الأحفوري) تسبب في الزيادة السريعة في ثاني أكسيد الكربون في الغلاف الجوي على مدى القرون الماضية، وهناك أربع طرق للتوثق من ذلك:
- إحصاءات من بلدان عديدة لاستهلاك الوقود الأحفوري، مقترنة بإمكانية قياس كمية ثاني أكسيد الكربون التي تنتج عن احتراق هذا الوقود (مثل كمية ثاني أكسيد الكربون المنبعثة عن احتراق كل لتر بنزين).[70]
- فحص نسبة نظائر الكربون المختلفة في الغلاف الجوي،[69] إذ يؤدي حرق الوقود الأحفوري المدفون منذ فترة طويلة إلى إطلاق ثاني أكسيد كربون فيه نظائر من الكربون مختلفة عن نظائره الموجودة في النباتات الحية، لذا يسهل التمييز بين انبعاثاته الطبيعية والانبعاثات التي يتسبب فيها الإنسان.
- ارتفاع تركيزات ثاني أكسيد الكربون في الغلاف الجوي في النصف الشمالي من الكرة الأرضية، حيث يعيش معظم سكان العالم (وتصدر منهم الانبعاثات) مقارنة بالنصف الجنوبي من الكرة الأرضية، وقد زاد هذا الاختلاف مع زيادة الانبعاثات البشرية المنشأ.[71]
- انخفاض مستويات الأكسجين في الغلاف الجوي للأرض، حيث يتفاعل الأكسجين مع الكربون في الوقود الأحفوري لتكوين ثاني أكسيد الكربون.[72]

إن إحراق الوقود الأحفوري (مثل الفحم والنفط والغاز الطبيعي) هو السبب الرئيسي لزيادة ثاني أكسيد الكربون من صنع الإنسان، وإزالة الغابات هي السبب الرئيسي الثاني. ففي عام 2010، تحرر 9.14 جيجا طن من الكربون (أي ما يعادل 33.5 جيجا طن من ثاني أكسيد الكربون أو حوالي 4.3 جزء في المليون) في الغلاف الجوي بسبب الوقود الأحفوري وإنتاج الأسمنت في جميع أنحاء العالم، مقارنة بـ6.15 جيجا طن من الكربون في عام 1990.
بالإضافة إلى ذلك، ساهم تغير استخدام الأراضي بنسبة 0.87 جيغا طن عام 2010، مقابل 1.45 جيغا طن عام 1990، وقدر باحثون أن حرائق الجفت الإندونيسية (التي سببها الإنسان) أطلقت ما بين 13% و 40% من متوسط انبعاثات الكربون العالمية السنوية الناتجة عن حرق الوقود الأحفوري في عام 1997.

## القياسات الجارية لثاني أكسيد الكربون في الغلاف الجوي
أجريت أول القياسات الدقيقة لثاني أكسيد الكربون في الغلاف الجوي في معهد كاليفورنيا للتقنية في الخمسينيات من القرن الماضي، وأجراها تشارلز كيلينغ. وبعد مرور بضع سنوات (في عام 1958) بدأ كيلينغ أولى القياسات المستمرة في مونا لوا، وما زالت هذه القياسات مستمرة هناك وفي العديد من المواقع على مستوى العالم، كما يجري استخدام تقنيات جديدة في القياس. والعديد من مواقع القياس هي جزء من شبكات عالمية كبيرة ومترابطة، وغالبًا ما تنشر بيانات هذه القياسات علناً، فهي متاحة للجمهور ولإعادة استخدامها وفقًا لشروط منها الإقرار بمصدر البيانات.